# Podarcis muralis
La lucertola muraiola (Podarcis muralis Laurenti, 1768), nota anche come lucertola dei muri, lucertola delle muraglie, lucertola murale o semplicemente muraiola, è un rettile appartenente alla famiglia Lacertidae.

## Descrizione

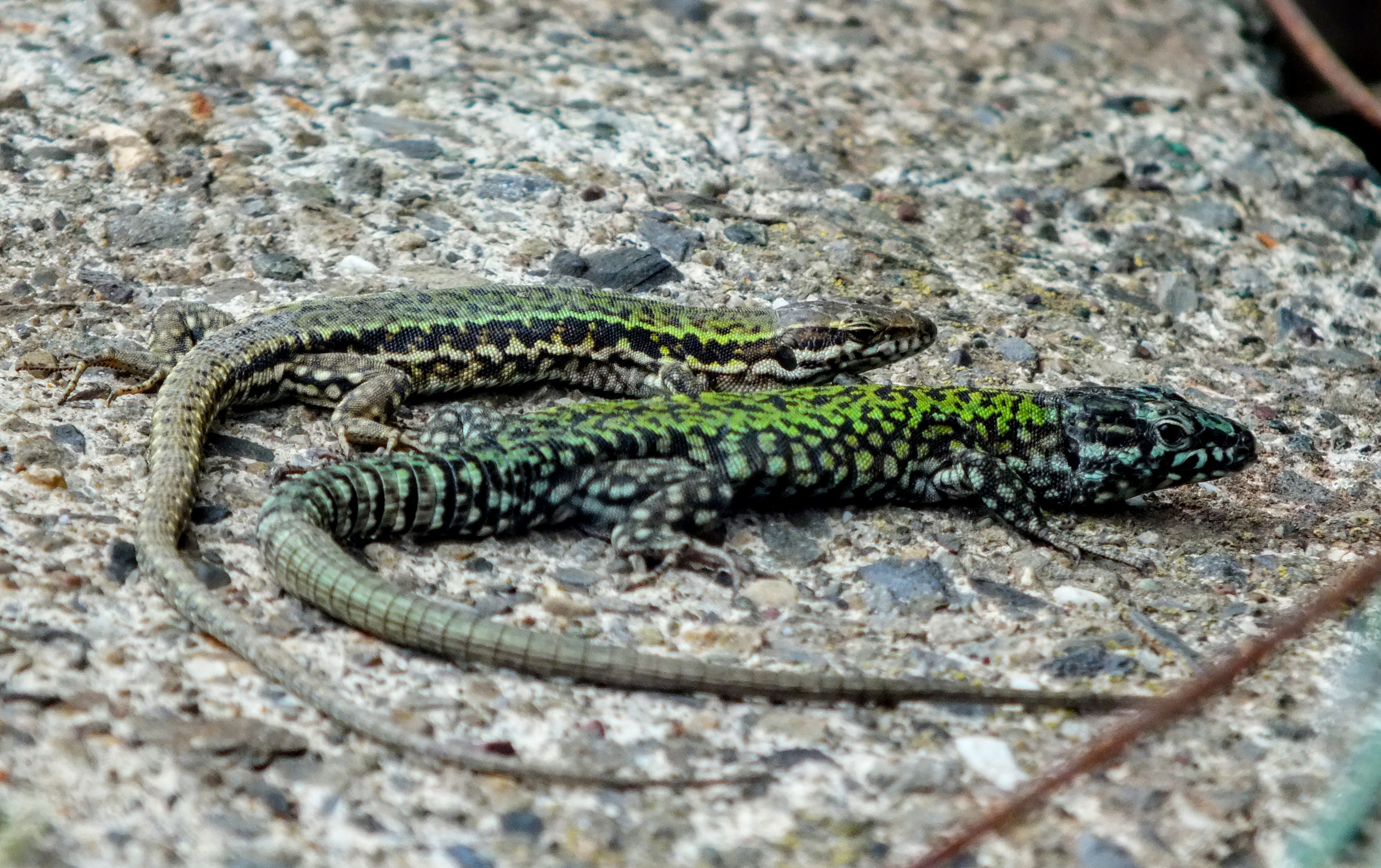
Dimorfismo sessuale della specie

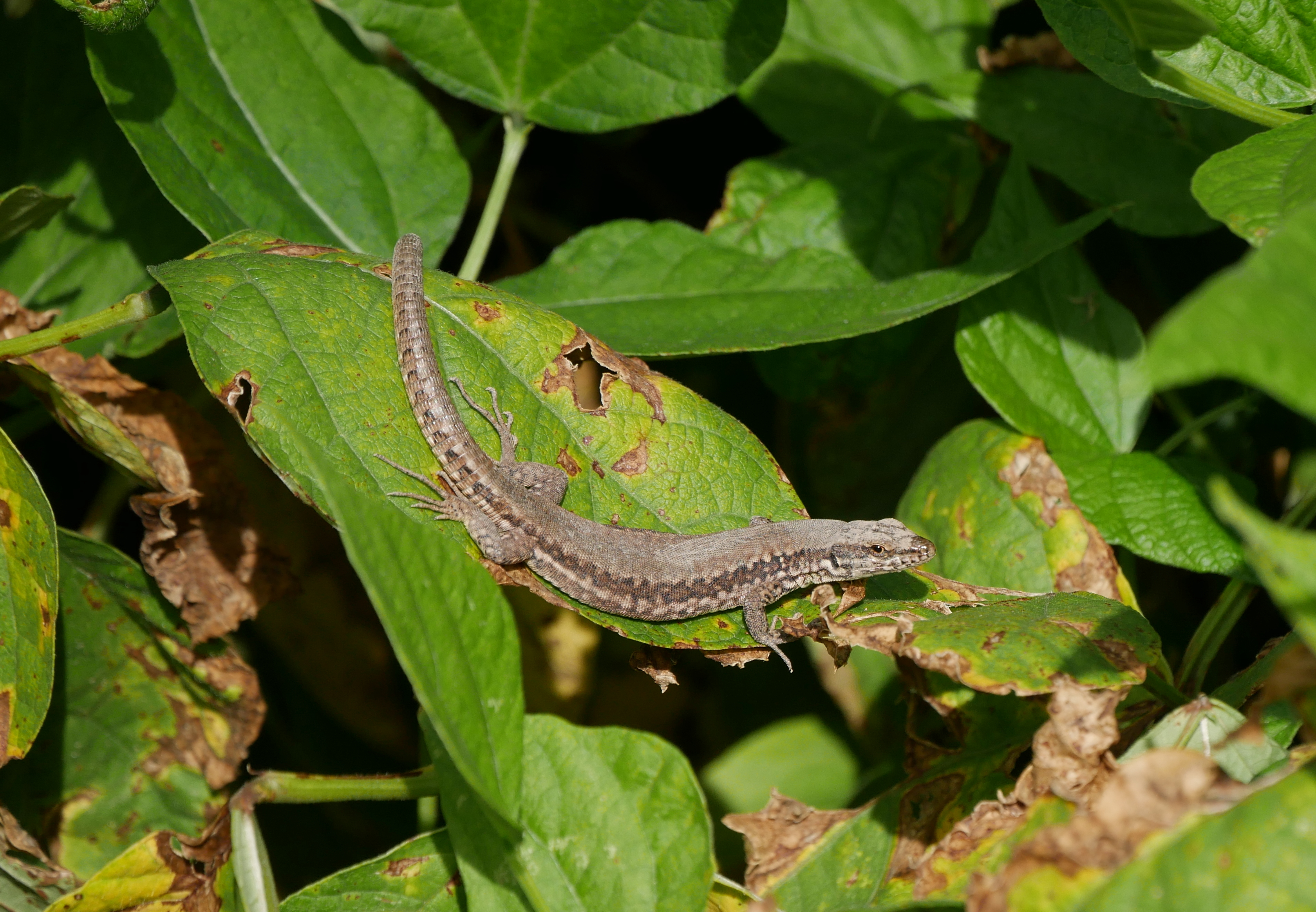
Lucertola muraiola in attesa su una foglia

È lunga in media circa 15-20 cm (compresa la coda). La colorazione del dorso è variabile in base alla regione, e possono avere una colorazione dal grigio al bruno, talvolta verdastra. Le femmine e i giovani presentano delle strisce laterali continue di color bruno scuro mentre nei maschi il disegno è più complesso, con punteggi di chiaro e linea vertebrale discontinua. Si distingue dalla lucertola campestre (Podarcis siculus) per l'assenza della livrea color verde cianuro caratteristica di quest'ultima.

## Biologia

### Comportamento

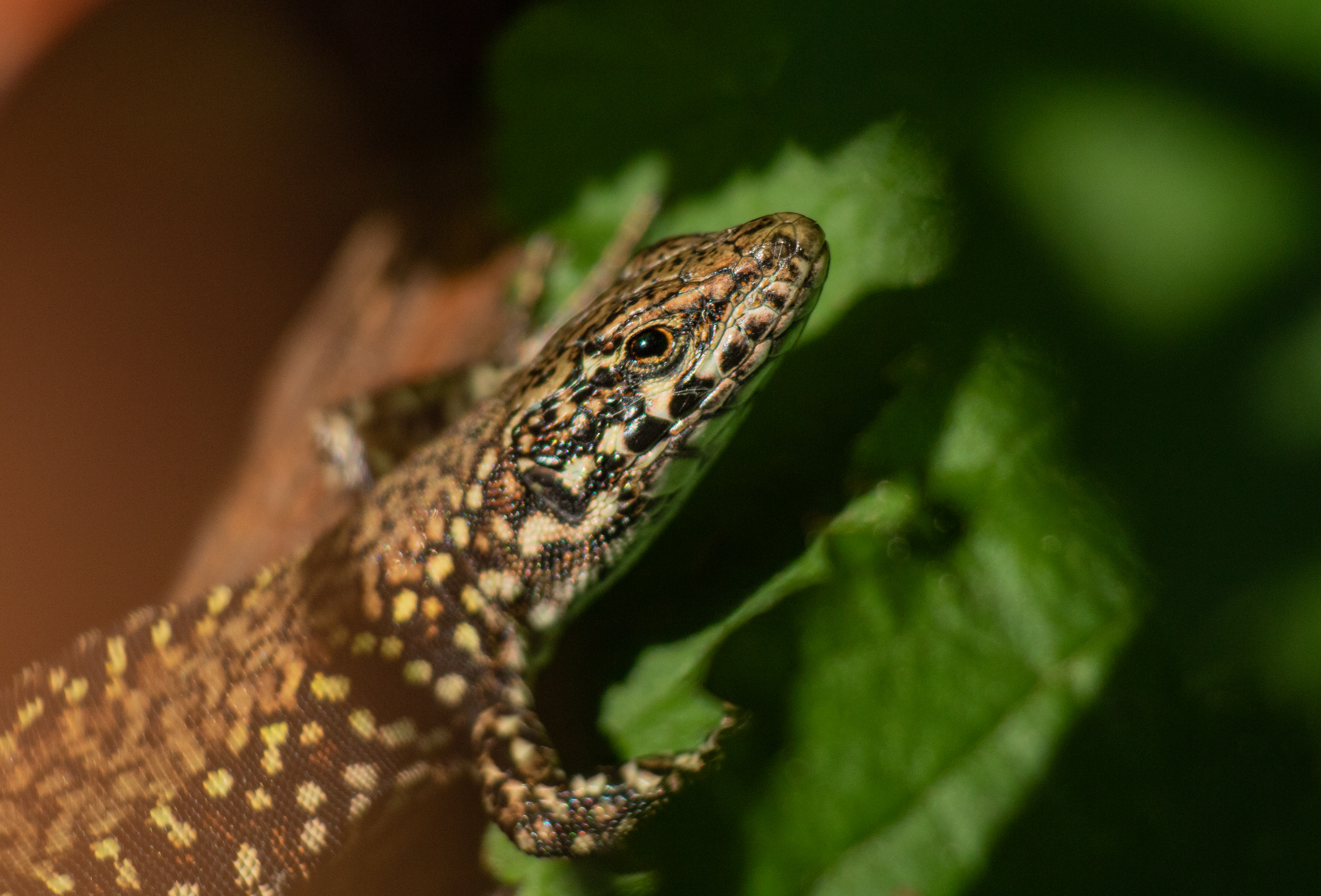
Lucertola muraiola che aumenta la temperatura del sangue, grazie all'azione dei raggi solari

Si tratta di un rettile facilmente osservabile in quanto vive anche in zone antropizzate. Trova la tana in buchi nei muri o sotto terra e appena uscita, si riposa al sole per scaldarsi e non esce spesso nelle ore più calde. La specie è attiva da aprile a settembre, ma in giornate particolarmente calde si muove anche in pieno inverno.
Le lucertole hanno la particolarità di poter perdere la coda se questa viene afferrata da un eventuale predatore; tale parte del corpo può in seguito riformarsi, crescendo fino a 2 mm al giorno. Vivono mediamente 4-6 anni e alcuni esemplari arrivano a vivere anche 10 anni.

### Riproduzione
È una specie ovipara: la femmina depone, solitamente due volte all'anno, da 2 a 10 uova che si schiudono tra luglio e settembre.

### Alimentazione
La dieta comprende essenzialmente insetti e aracnidi e altri piccoli invertebrati, e occasionalmente si nutre anche di bacche e di piccoli frutti.

## Distribuzione e habitat

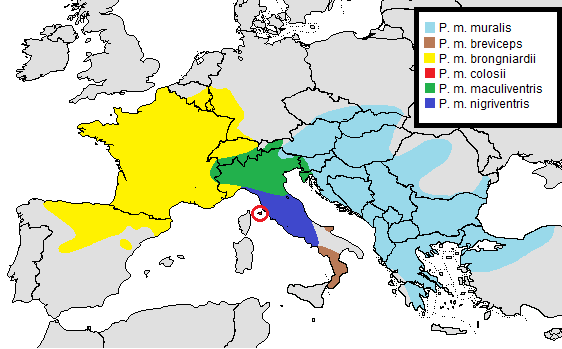
Distribuzione indigena delle sottospecie

La specie è ampiamente distribuita in Europa, dalla penisola iberica sino ai Balcani e all'Anatolia. In Italia la specie è presente in quasi tutto il territorio, tranne nelle isole maggiori (Sardegna e Sicilia).

## Specie simili
In Liguria, nel Golfo della Spezia, è presente la lucertola muraiola del Tinetto (Podarcis muralis tinettoi), sottospecie della lucertola muraiola. La popolazione mondiale di questo rettile si aggira intorno ai 200 esemplari, tutti concentrati nell'Arcipelago Spezzino, fra le isole Tinetto in primis, Tino e Palmaria.
In Valle d'Aosta e in buona parte del territorio alpino, vive un altro sauro, abbastanza simile ma molto più raro, la lucertola vivipara (Zootoca vivipara), che predilige gli ambienti umidi di alta quota, di solito evitati da Podarcis muralis. Può essere distinto da quest'ultima per il corpo dalla forma arrotondata, anziché appiattita, le zampe più corte e le squame del dorso non lisce.
La lucertola muraiola a un occhio poco esperto può essere facilmente confusa con la lucertola campestre, Podarcis siculus, e qualche sua varietà o sottospecie. Quest'ultima coabita spesso con la lucertola muraiola, e dove questo accade, la muraiola tende a diventare molto più rupicola e ad occupare habitat diversi dalla più praticola e competitiva Podarcis siculus.